# Svetovno prvenstvo v nordijskem smučanju 1925
Svetovno prvenstvo v nordijskem smučanju 1925 je drugo svetovno prvenstvo v nordijskem smučanju, ki je potekalo med 4. in 14. februarjem 1925 v mestu Janské Lázně, Češkoslovaška, v štirih disciplinah.

## Dobitniki medalj

### Smučarski teki
| Disciplina | Zlato           | Zlato   | Srebro           | Srebro  | Bron            | Bron    |
| 18 km      | Otakar Německý  | 1:43:38 | František Donth  | 1:43:54 | Josef Erleback  | 1:45:40 |
| 50 km      | František Donth | 5:09:56 | František Häckel | 5:11:20 | Antonín Ettrich | 5:15:12 |

### Nordijska kombinacija
| Disciplina | Zlato          | Zlato  | Srebro      | Srebro | Bron               | Bron   |
| Posamično  | Otakar Německý | 35,816 | Josef Adolf | 32,874 | Xaver Affentranger | 31,403 |

### Smučarski skoki
| Disciplina        | Zlato       | Zlato  | Srebro          | Srebro | Bron            | Bron   |
| Velika skakalnica | Willen Dick | 18,985 | Henry Ljungmann | 18,444 | František Wende | 18,111 |

## Medalje po državah
| Poz | Država        | Zlato | Srebro | Bron | Skupaj |
| 1   | Češkoslovaška | 4     | 3      | 3    | 10     |
| 2   | Norveška      | 0     | 1      | 0    | 1      |
| 3   | Švica         | 0     | 0      | 1    | 1      |